# رشيد بن حاج
رشيد بن حاج من مواليد 12 يوليو 1949 بالجزائر العاصمة ، هو مخرج سينمائي جزائري .

## أعماله
- 1988 : La Rose des sables
- 1992: Touchia, cantique des femmes d'Alger
- 1995: L'Ultima céna
- 1997: L'Albero dei destini sospesi
- 2000: ميركا (فيلم)
- 2005: الخبز الحافي (فيلم)
- 2010: Parfums d'Alger

## روابط خارجية
- رشيد بن حاج على موقع IMDb (الإنجليزية)
- رشيد بن حاج على موقع ألو سيني (الفرنسية)
- رشيد بن حاج على موقع أول موفي (الإنجليزية)
- رشيد بن حاج على موقع كينوبويسك (الروسية)
- Biographie
- Touchia, le cantique des femmes d’Alger